# Велике Авейру
Велике Авейру — міська агломерація в Португалії, що включає в себе місто Авейру та прилеглі до нього промислові міста-супутники. Ця агломерація має певну адміністративну автономію. 

## Склад
У Велике Авейру входять такі громади: 
1. Авейру
2. Агеда
3. Албергарія-а-Велья
4. Анадія
5. Вагуш
6. Вале-де-Камбра
7. Ільяву
8. Муртоза
9. Овар
10. Олівейра-де-Аземейш
11. Олівейра-ду-Байрру
12. Север-ду-Вога
13. Ештаррежа